# 罗伯特·安杰尤克
罗伯特·安杰尤克（1975年7月17日—）生于华沙，是一名波兰男子击剑运动员，主攻重剑。他曾参加2008年夏季奥林匹克运动会，在男子团体重剑项目上获得一枚银牌。